# Dumaran (Palawan)
Dumaran is een gemeente in de Filipijnse provincie Palawan. De gemeente ligt deels op het eiland Palawan en deels op het eiland Dumaran. Bij de laatste census in 2007 had de gemeente bijna 19 duizend inwoners.

## Geografie

### Bestuurlijke indeling
Dumaran is onderverdeeld in de volgende 16 barangays:
| - Bacao - Bohol - Calasag - Capayas - Catep - Culasian - Danleg - Dumaran | - Itangil - Ilian - Magsaysay - San Juan - Santa Teresita - Santo Tomas - Tanatanaon - Santa Maria |

## Demografie
Dumaran had bij de census van 2007 een inwoneraantal van 18.737 mensen. Dit zijn 2.121 mensen (12,8%) meer dan bij de vorige census van 2000. De gemiddelde jaarlijkse groei komt daarmee uit op 1,67%, hetgeen lager is dan het landelijk jaarlijks gemiddelde over deze periode (2,04%). Vergeleken met de census van 1995 is het aantal mensen met 4.757 (34,0%) toegenomen.

De bevolkingsdichtheid van Dumaran was ten tijde van de laatste census, met 18.737 inwoners op 435 km², 32,1 mensen per km².